# Mammillaria winterae
Mammillaria winterae ist eine Pflanzenart aus der Gattung Mammillaria in der Familie der Kakteengewächse (Cactaceae). Das Artepitheton winterae ehrt die Gärtnereibesitzerin Hildegard Winter (1893–1975), die Schwester von Friedrich Ritter.

## Beschreibung
Mammillaria winterae wächst meist einzeln oder gelegentlich auch Gruppen bildend. Die hellgrünen bis blaugrünen Triebe sind niedergedrückt kugelig. Sie messen 20 bis 30 Zentimeter im Durchmesser. Die Warzen sind vierkantig gekielt und führen Milchsaft. Die Axillen sind zuerst nackt, später mit dichter Wolle besetzt aber ohne Borsten. Die 4 Mitteldornen sind kräftig nadelig, gerade oder auch leicht gebogen. Sie werden bis zu 3 Zentimeter lang und sind hellgrau oder leicht rötlich, mit stets brauner Spitze. Die Randdornen fehlen vollständig.
Die gelblich weißen Blüten haben einen schwefelgelben Mittelstreifen. Sie werden bis zu 3 Zentimeter lang und 2,5 Zentimeter im Durchmesser groß. Die keulig geformten Früchte sind rot. Sie enthalten braune Samen.

## Verbreitung, Systematik und Gefährdung
Mammillaria winterae ist in den mexikanischen Bundesstaaten Nuevo León, Coahuila und Tamaulipas verbreitet.
Die Erstbeschreibung erfolgte 1929 durch Friedrich Bödeker.
Es werden folgende Unterarten unterschieden:
- Mammillaria winterae subsp. winterae:
Die Nominatform wächst fast immer einzeln. Die Dornen werden bis zu 3 Zentimeter lang.
- Mammillaria winterae subsp. aramberri D.R.Hunt:
Die Erstbeschreibung erfolgte 1997 durch David Richard Hunt.[3] Die Unterart wächst Gruppen bildend. Die Warzen sind schmal und die Dornen nur 8 Millimeter lang.

In der Roten Liste gefährdeter Arten der IUCN wird die Art als „Least Concern (LC)“, d. h. als nicht gefährdet geführt.

## Nachweise